# François-Auguste Parseval-Grandmaison

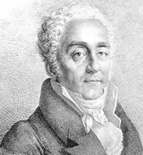
François-Auguste Parseval-Grandmaison

François-Auguste Parseval-Grandmaison, gelegentlich Auguste Parseval de Grand-Maison, (* 7. Mai 1759 in Paris; † 7. Dezember 1834 ebenda) war ein französischer Maler und Dichter.

## Leben
Parseval-Grandmaison war der jüngere Bruder des Mathematikers Marc-Antoine Parseval (1755–1836).
Parseval-Grandmaison studierte zunächst Malerei bei Jacques-Louis David. Nachdem er während der Révolution ruiniert wurde, verdiente er sich in den darauffolgenden Schreckensjahren seinen Unterhalt als Porträt-Maler.
Dann schloss er sich Napoléon Bonaparte an, zu dessen Ehren er verschiedene Gedichte schrieb. Er war Mitglied der Commission des sciences et des arts, die Bonaparte auf seinem Ägypten-Feldzug 1798 begleitete, wo er Mitglied des Instituts von Kairo wurde.
Als Nachfolger des Schriftstellers Ange-François Fariau de Saint-Ange wurde Parseval-Grandmaison 1811 als Mitglied in die Académie française (Fauteuil 1) gewählt.
Mit 75 Jahren starb Parseval-Grandmaison am 7. Dezember 1834 in Paris und fand seine letzte Ruhestätte auf dem Friedhof Père-Lachaise (11. Division).

## Rezeption
Sein Hauptwerk ist das zweibändige „Philippe-Auguste“ (1825; 1826) an dem er mehr als 20 Jahre arbeitete. Außerdem schrieb er „Les amours épiques“ (1804) und ein Gedicht zur Feier der Vermählung Napoleons und der Geburt seines Sohns. Sein Epos über die ägyptische Expedition ist nie veröffentlicht worden.

## Werke
- Poésies diverses composées en Égypte, en Angleterre et en France. Paris 1803.
- Les Amours épiques, poëme en six chants, contenant la traduction des épisodes sur l’amour composés par les meilleurs poëtes épiques. Dentu, Paris, 1804.
- Philippe-Auguste. Poëme héroïque en douze chants. Édition André, Paris 1826 (2 Bde.).